# Alfonso Muñoz
Alfonso Muñoz, född 1932, är en friidrottare från Colombia. Han deltog vid olympiska sommarspelen 1956.